# 13086 Sauerbruch
13086 Sauerbruch (1992 HS4) là một tiểu hành tinh vành đai chính được phát hiện ngày 30 tháng 4 năm 1992 bởi F. Borngen ở Tautenburg.